# Kostel Nejsvětější Trojice (Dolní Žleb)
Kostel Nejsvětější Trojice v Dolním Žlebu je pozdně barokní sakrální stavbou s klasicistními prvky citlivě zasazenou ve skalnatém labském kaňonu. Tvoří jednu z hlavních dominant nejseverněji položené obce v České republice na levém břehu Labe. Je chráněn jako kulturní památka.

## Historie

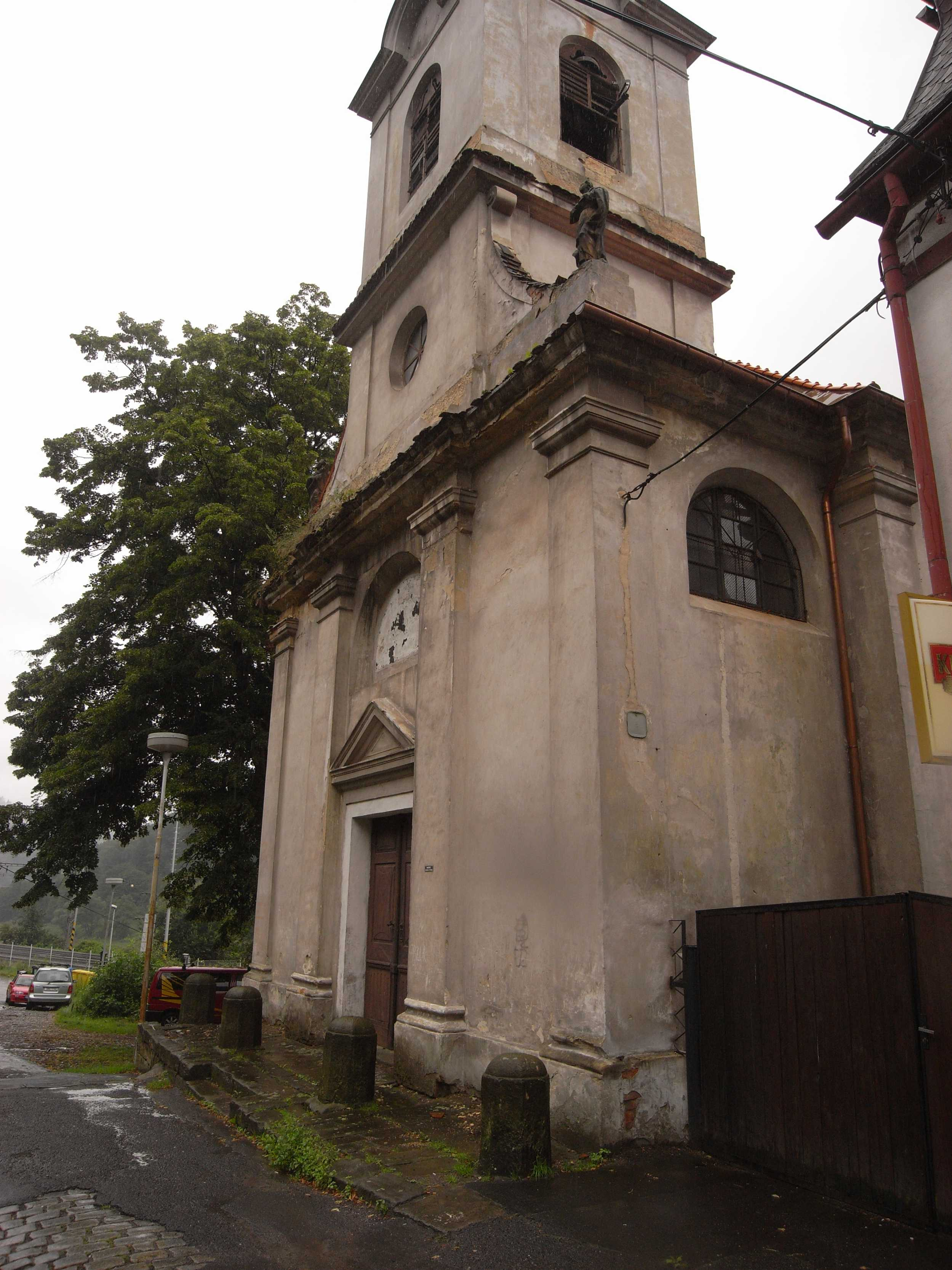
Vchod do kostela Nejsvětější Trojice v Dolním Žlebu

Původní, snad dřevěný kostel v Dolním Žlebě (plavecké a dřevařské osadě s názvem Dolní Grunt) byl postaven v roce 1747. Postupně byl přestavován až do roku 1830, a o rok později vysvěcen. Sloužil pak až do roku 1945, kdy došlo k vysídlení německy mluvících obyvatel a kostel začal postupně chátrat. V období komunistické totalitní moci v Československu proběhly jen nejnutnější zajišťovací opravy. V objektu byla zatékáním narušena bedněná klenba a také vnitřní a vnější omítky. Ke snaze o jeho obnovu došlo až na začátku 21. století, kdy se o kostel začalo starat místní občanské sdružení.

## Architektura
Kostel je jednolodní, obdélníkový s užším trojboce uzavřeným presbytářem. Po severní straně se nachází obdélná sakristie. Západní část lodi je užší. Nad průčelím kostela je hranolová věž. Západní průčelí je tříosé, doplněné pilastry. Ve střední části je pravoúhlý portál s trojúhelníkovým nástavcem a velké segmentové vpadlé pole. Nad kladím je pak hranolová věž. Tato věž má lizénové rámce. Má oválné okno v dolním pásmu a polokruhem zakončené okno v horním pásmu. Římsa na věži je nad hodinami proložena polokruhem. Po stranách věže na bočními osami fasády jsou křídlaté zdi. Na náběhu těchto zdí jsou sochy sv. Jana Nepomuckého a světice bez atributů. Věž kostela je kryta čtyřbokou jehlancovou střechou. Boční fasády jsou členěny v nárožích a ve střední širší části lodi pilastry a obdélným polokruhem zakončenými a polokruhovými okny.
Presbytář kostela je sklenut velkou konchou s dvěma postranními lunetami. Po stranách jsou převýšená polokruhová okna. Po severní straně presbytáře je obdélný vstup do sakristie. Triumfální oblouk kostela je široký a segmentovaný. Loď má valenou klenbu s malými lunetami. V užší západní části je na dvou hranolových pilířich kruchta. Ta je podložena ještě dvěma přízedními polopilíři a třemi oblouky. Kruchta má balkónovitě vyloženou východní část, západní část je oddělena dvěma pilíři a otevřena třemi oblouky, jako v přízemí, ve středu polokruhovými a po stranách převýšenými. Jak kruchta, tak i podkruchtí jsou sklenuty plackami s pásy. Podél bočních stěn lodi, asi do poloviny její délky, pokračuje kruchta užšími rameny na krakorcích.

## Zařízení kostela
Hlavní oltář Nejsvětější Trojice je z 19. století. Oltářní obraz je novodobý ve slohu pseudorokoka. Nad bočními brankami jsou rokokové obrazy v rámech v témže uměleckém stylu. Kazatelna je pozdně barokní z 18. století. Křtitelnice je opatřena barokní soškou zobrazující Křest Páně.